# Zsuzsanna Jánosi-Németh
Zsuzsanna Jánosi-Németh (ur. 19 listopada 1963 w Budapeszcie) – węgierska florecistka, brązowa medalistka olimpijska i czterokrotna medalistka mistrzostw świata.

## Życiorys
Córka siatkarza Ferenca Jánosiego i gimnastyczki Anikó Ducza-Jánosi, ma przyrodnią siostrę Gabriellę Lantos. Jej ojczym, László Lantos był pływakiem, mąż Zsolt Németh był szermierzem, a teść – Ferenc Németh był pięcioboistą.
Podczas igrzysk olimpijskich w Seulu w 1988 roku reprezentacja Węgier w składzie: Zsuzsanna Jánosi-Németh, Gertrúd Stefanek, Zsuzsanna Szőcs, Katalin Tuschák i Edit Kovács zdobyła brązowy medal w turnieju drużynowym. W turnieju indywidualnym zajęła czwarte miejsce, przegrywając walkę o medal z Zitą Funkenhauser z RFN 7:8. Na rozgrywanych cztery lata później igrzyskach olimpijskich w Barcelonie była siódma drużynowo i dziewiąta indywidualnie. Brała również udział w igrzyskach olimpijskich w Atlancie w 1996 roku, zajmując czwarte miejsce w zawodach drużynowych i jedenaste w indywidualnych.
Na mistrzostwach świata w Wiedniu w 1983 roku wspólnie z Edit Kovács, Katalin Győrffy i Gertrúd Stefanek zdobyła drużynowo brązowy medal. W tej samej konkurencji Węgierki z Jánosi w składzie zdobywały następnie złoty medal na mistrzostwach świata w Lozannie (1987), srebrny podczas mistrzostw świata w Barcelonie (1985) oraz brązowy na mistrzostwach świata w Atenach (1994).
Zdobyła złote medale indywidualnie i drużynowo na mistrzostwach Europy w Wiedniu w 1991 roku. Na rozgrywanych dwa lata później mistrzostwach Europy w Linzu zdobyła indywidualnie srebro.